# Mittelmeermöwe

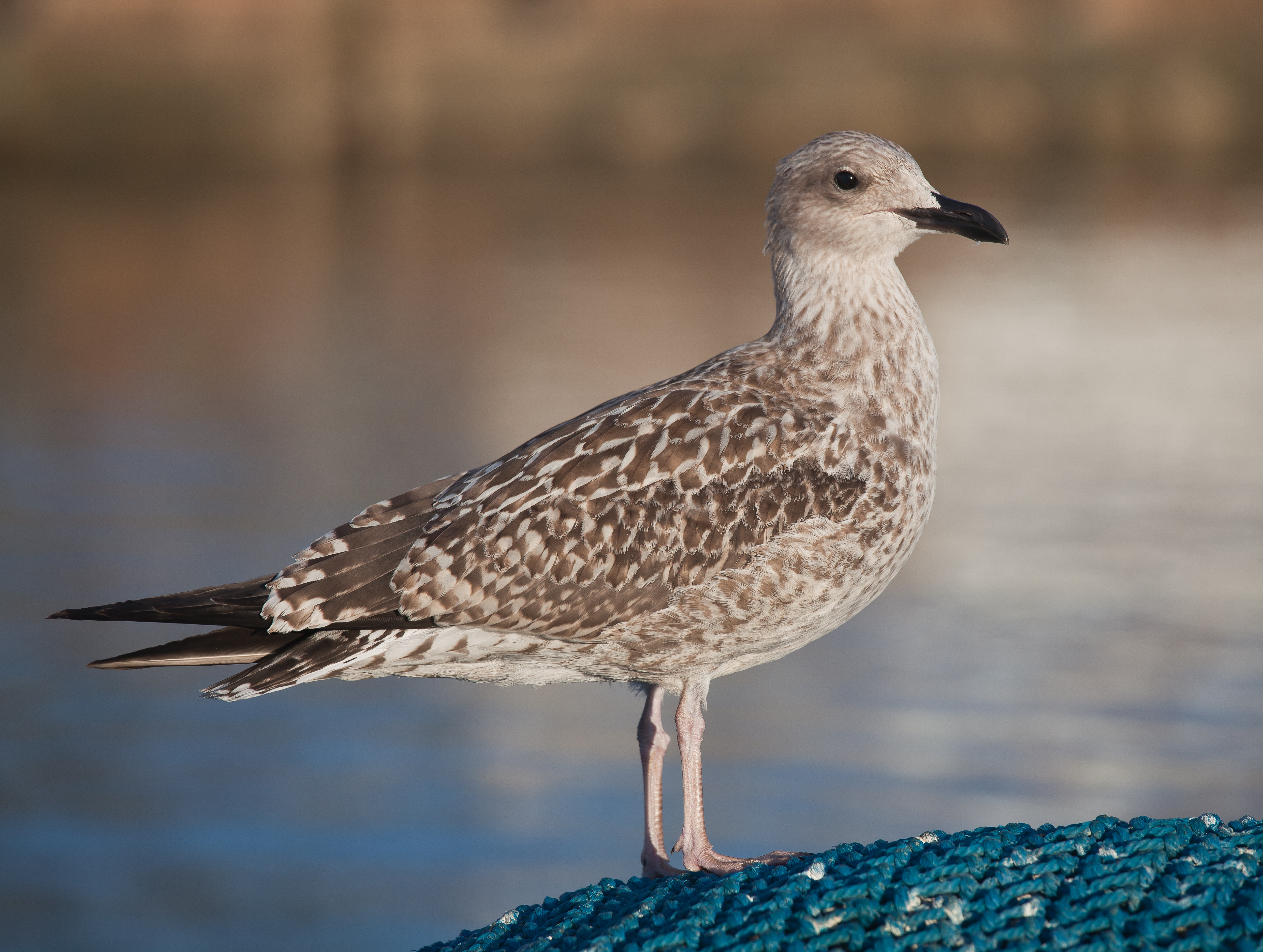
Jugendkleid

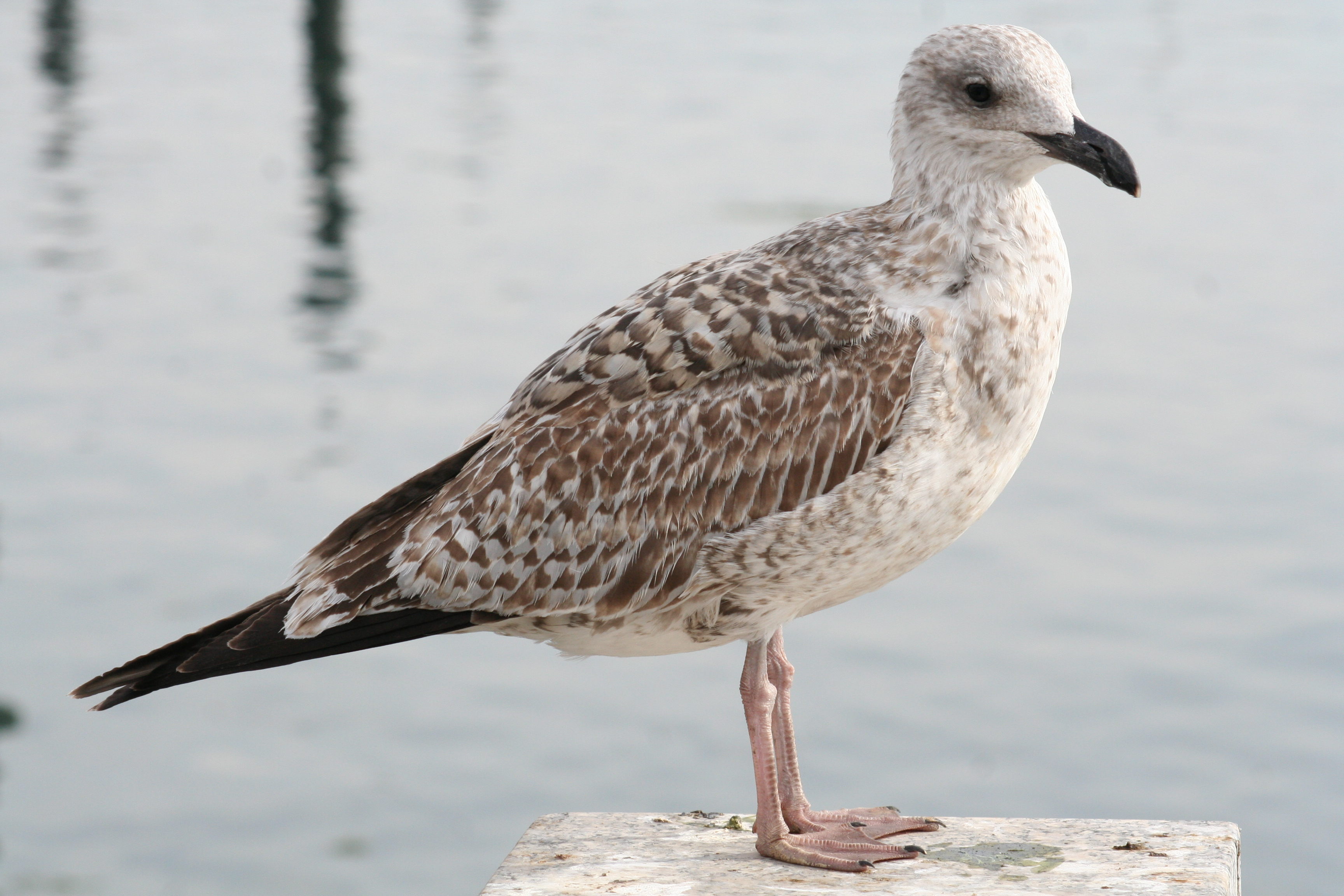
Vogel im ersten Winter

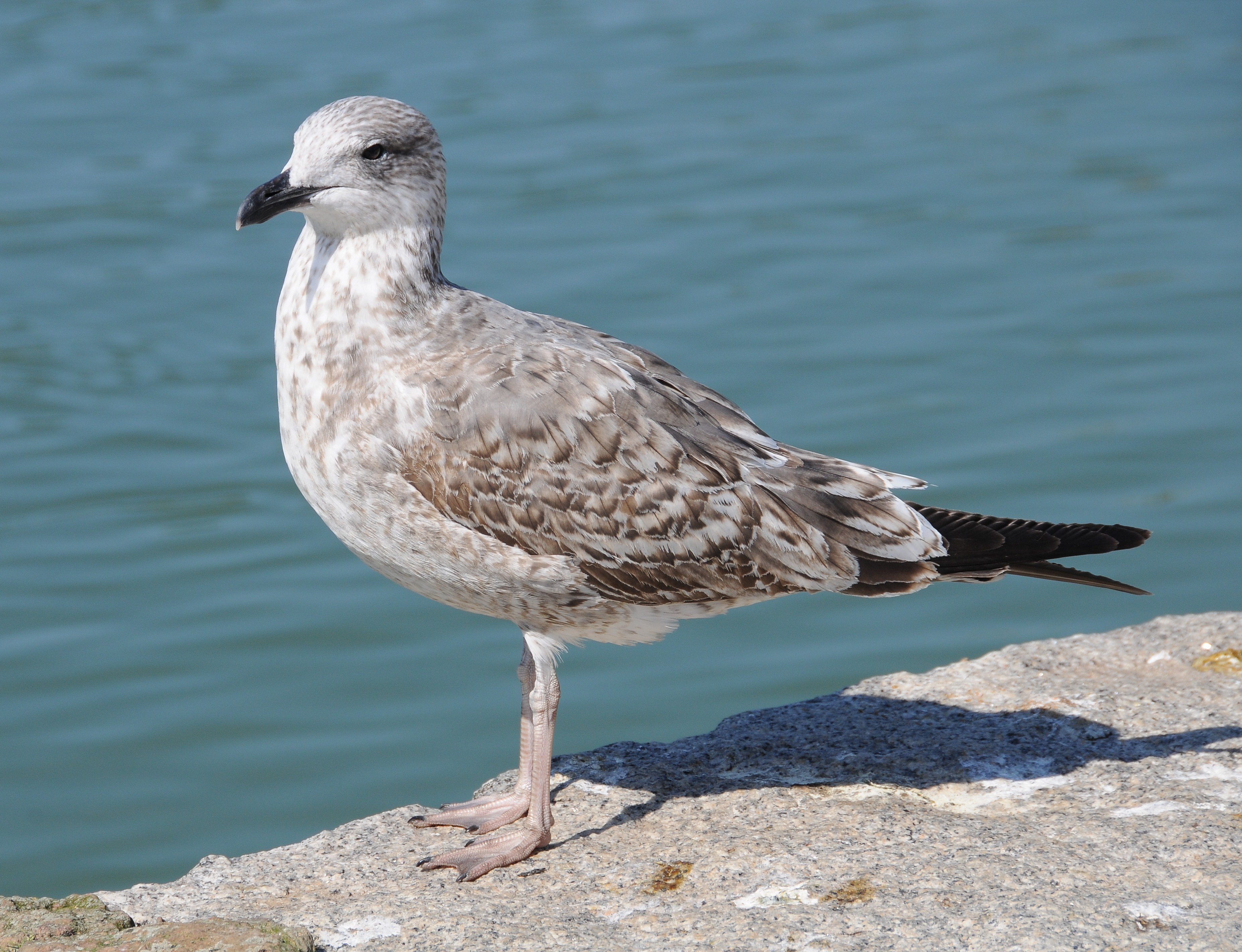
L. m lusitanicus im zweiten Winter. Typisch für westiberische Vögel ist die ausgedehnte, dunkle Strichelung an Kopf und Brustseiten

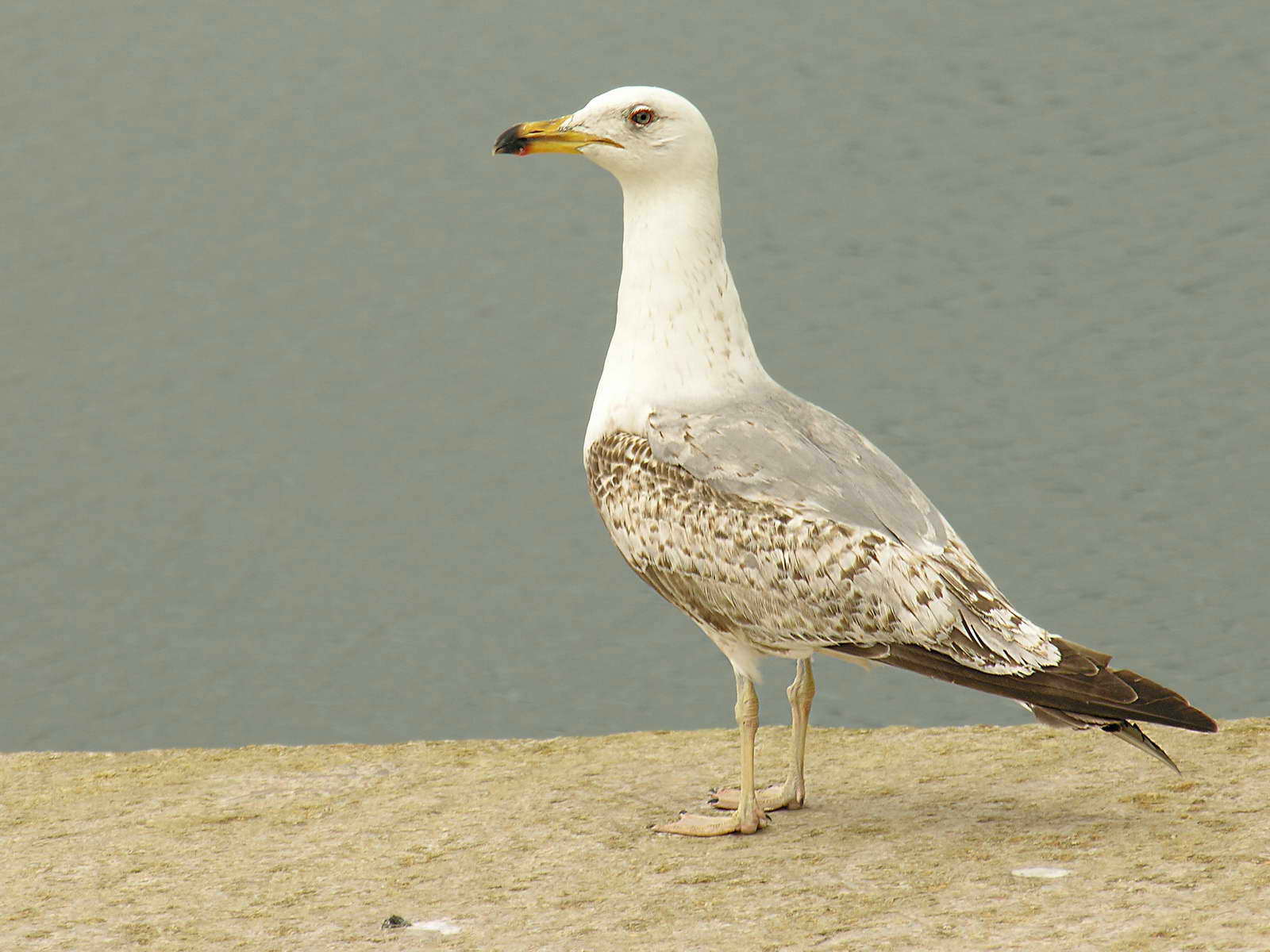
Vogel zwischen zweitem und drittem Winter

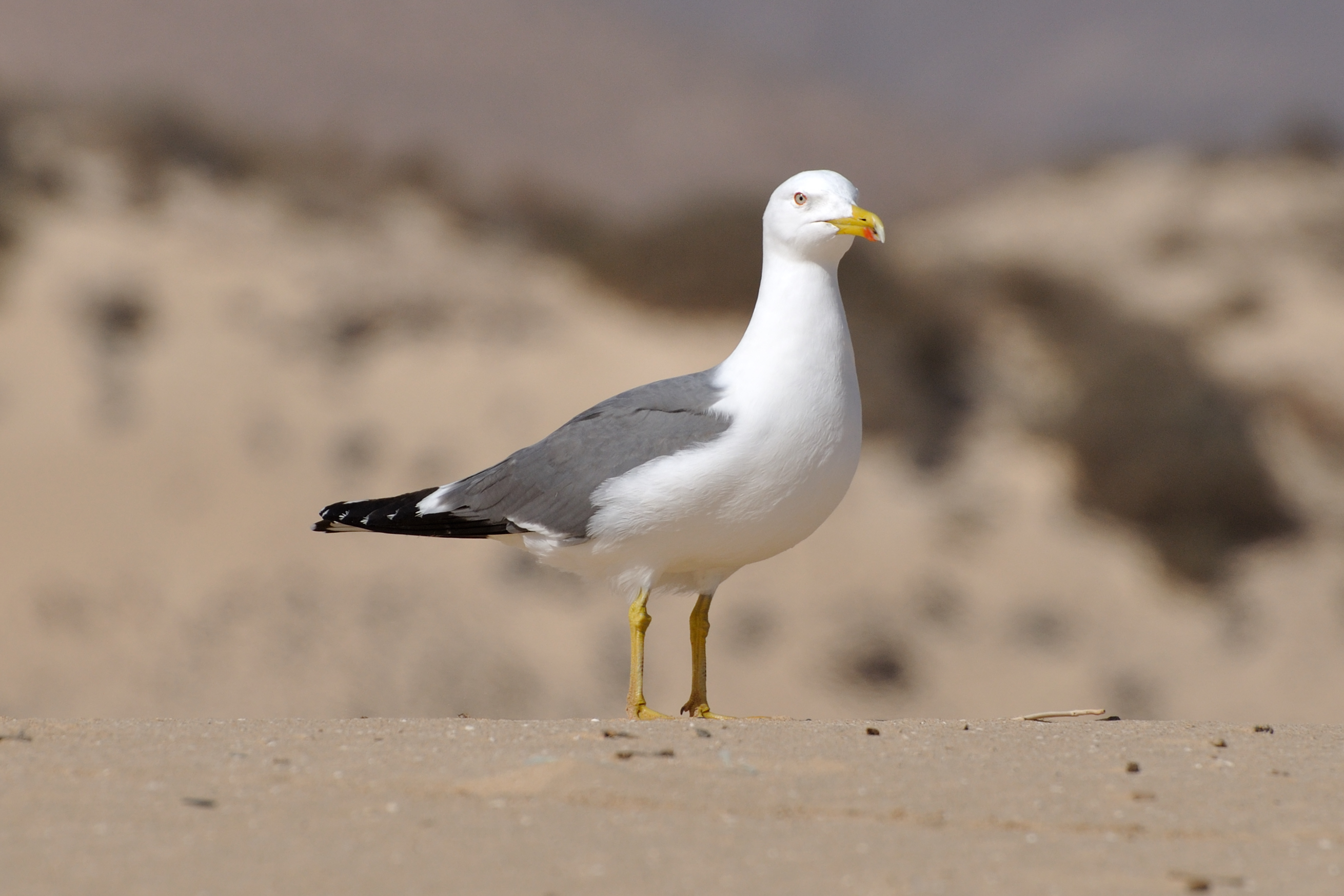
L. m. atlantis, Ende Januar auf Fuerteventura. In der Farbe der Oberseite ähneln die atlantischen Populationen teils hellen Heringsmöwen. Sie haben aber bereits im Dezember ins Brutkleid gemausert.

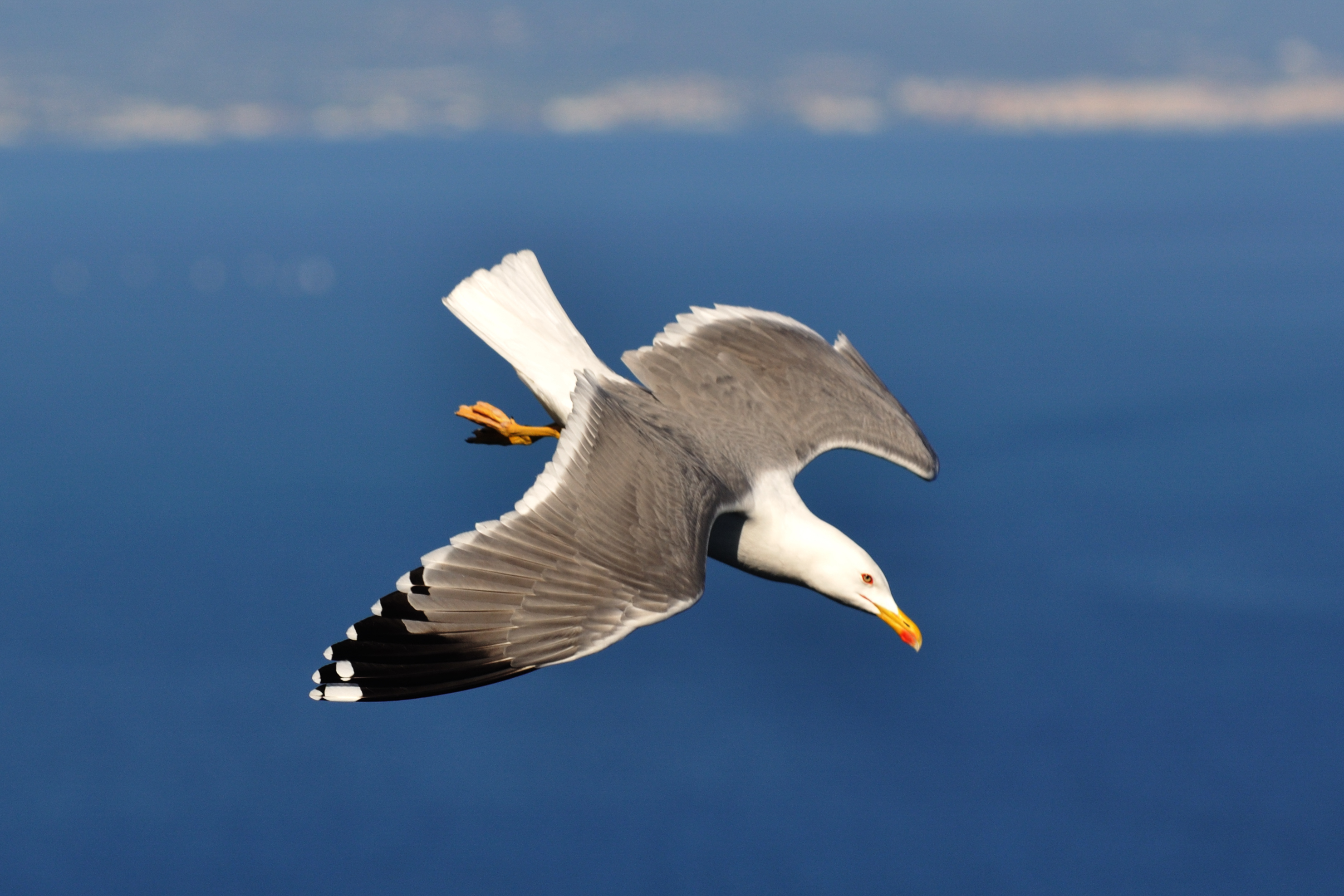
Mittelmeermöwe im Flug mit deutlich sichtbarem Handschwingenmuster

Die Mittelmeermöwe (Larus michahellis) ist eine Vogelart innerhalb der Möwen (Larinae). Sie brütet in Makaronesien, an der Biskaya, auf der Iberischen Halbinsel, im Mittelmeer- und im Schwarzmeerraum. Zerstreute Vorkommen gibt es auch im nördlichen West- und Mitteleuropa. Die gelbbeinige Großmöwe wurde lange als Unterart der Silbermöwe, später als Unterart der „Weißkopfmöwe“ angesehen, die sich dann als paraphyletisches Taxon herausstellte und in Mittelmeer- und Steppenmöwe aufgeteilt wurde.

## Beschreibung
Die Mittelmeermöwe ist mit 52–58 cm und einer Flügelspannweite von 120–140 cm kleiner als die sehr ähnliche Silbermöwe. Die Art ist insgesamt kompakter gebaut und zeigt einen kräftigeren, vorne etwas stumpferen, stärker gerundeten Schnabel. Der Kopf wirkt größer, vorne gewölbter und auf dem Scheitel flacher. Der Hinterleib ist insgesamt schlanker, die Flügelspitzen reichen beim sitzenden Vogel 5–7 cm über den Schwanz hinaus. Die Beine sind verhältnismäßig lang, der Vogel wirkt also hochbeiniger. Junge Mittelmeermöwen wechseln im vierten Lebensjahr in das Adultkleid. Ein Sexualdimorphismus besteht nicht.

### Adulte Vögel
Bei adulten Vögeln im Brutkleid ist der Kopf rein weiß wie auch Hals, Nacken, die gesamte Unterseite und der Schwanz. Der gelbe Schnabel zeigt einen ausgedehnten Gonysfleck, der teils bis auf den Oberschnabel reicht. Die Iris ist zitronengelb, das Auge von einem roten Ring umgeben. Die Beine sind lebhaft gelb. Die Oberseite ist hellgrau und geringfügig dunkler als die adulter Silbermöwen. Es fehlt die leicht bläuliche Tönung wie bei letztgenannter Art. Die Flügeloberseite ist bis auf einen schmal weißen Vorder- und breit weißen Hinterrand sowie eine überwiegend schwarze Partie auf der Spitze des Handflügels ebenfalls hellgrau. Das schwarze Muster der Handschwingen ist deutlich ausgedehnter als bei Silber- und Steppenmöwen. Die sechs äußeren Handschwingen tragen breit schwarze, zum Armgelenk hin schmaler werdende, subterminale Bänder und weiße Spitzen. Auf der äußersten Handschwinge ist der Schwarzanteil sehr ausgedehnt und zeigt zudem noch ein weißes Feld im distalen Drittel. Auf der sechsten Handschwinge von außen ist das subterminale schwarze Band dann nur noch sehr schmal und auf den folgenden inneren fehlt es. Die Unterflügeldecken sind weiß.
Adulte Vögel im Winterkleid tragen eine feine, braune Streifung auf Scheitel und Ohrdecken, meist konzentriert sich diese aber um eine nicht allzu ausgedehnte Region um das Auge herum. Einige Individuen zeigen auf dem Oberschnabel etwas Schwarz in Höhe des Gonysflecks. Die Beine sind weniger lebhaft gelb gefärbt als im Sommer.

### Jugendkleid

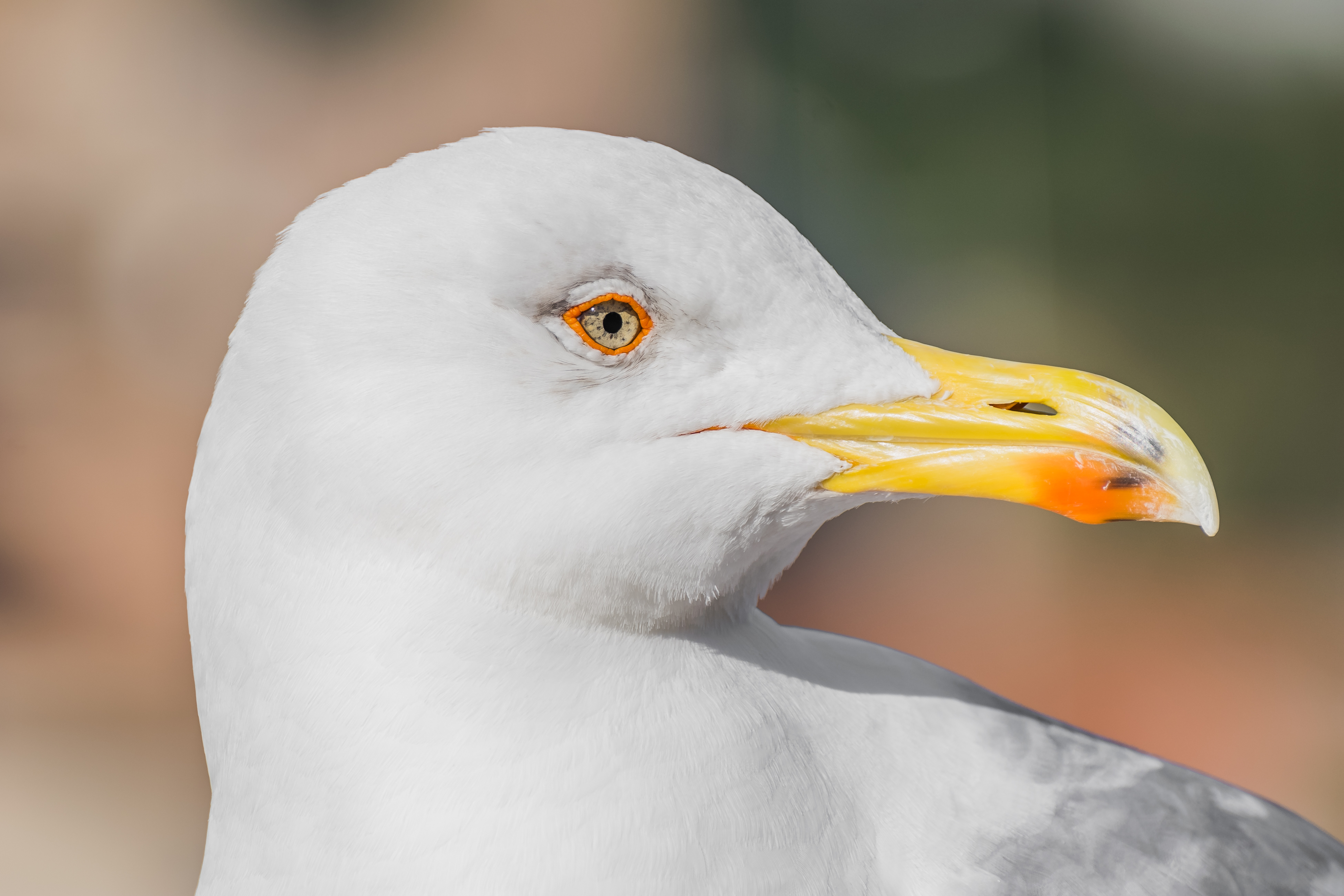
Kopf einer Mittelmeermöwe in Rom

Vögel im Jugendkleid sind insgesamt graubraun mit einem weißlichen Kopf und einer dunklen Augenregion. Die Federn der Oberseite sind dunkelbraun mit hellen Säumen, so dass der Rücken, die Schultern sowie im Flug die Flügeloberseite geschuppt wirken. Die Schwingen sind schwarzbraun. Die Schirmfedern tragen dunkelbraune, im distalen Teil der Feder eichenblattähnlich ausgerandete Zentren und breite, helle Säume. Bürzel und Schwanzwurzel sind weiß, nur leicht von dunklen Federn durchsetzt und kontrastieren zu der schwarzbraunen Endbinde. Brust und Flanken sind fleckig graubraun, der Bauch und die mittleren Unterschwanzdecken jedoch weißlich. Der Schnabel ist schwarz, die Beine sind fleischfarben und die Iris ist dunkel.

### Immature Vögel
Zum ersten Winter hin werden die Rücken- und Schulterfedern sowie einige Oberflügeldecken vermausert und sind dann graubraun mit schwarzbraun abgehobener Basis, subterminalem Band und Schaftstrich. Die Schirmfedern sind dunkelbraun mit relativ schmalen, hellen Säumen.
Vögel im zweiten Winter zeigen auf der Oberseite bereits Teile des hellgrauen Adultgefieders. Dies betrifft vor allem den Rücken, der teils noch mit bräunlichen Federn durchsetzt sein kann, die Oberflügeldecken, von denen Teile noch dem ersten Winterkleid entstammen können und die Schirmfedern, von denen meist auch nicht alle ausgetauscht werden. Die Schwingen sind schwärzer und beginnen, weiße Spitzen auszuprägen. Die dunkle Augenmaske ist immer noch vorhanden. Die Schnabelspitze beginnt, sich aufzuhellen. Der Fortschrittsgrad der Mauser ins Adultkleid kann individuell sehr unterschiedlich ausfallen.
Vögel im dritten Winter ähneln bereits den adulten Vögeln im Winterkleid. Sie zeigen oft jedoch noch mehr braune Strichelung am Kopf, diese kann bis in den Nacken reichen. Die weißen Spitzen der Handschwingen sind noch nicht so ausgeprägt und die Schirmfedern zeigen noch dunkle Bereiche. Auf dem Schnabel findet sich noch viel Schwarz im Bereich des Gonysflecks. Die Iris hat sich bereits aufgehellt.

## Stimme
Die Mittelmeermöwe weist etwa das gleiche Rufrepertoire auf wie die Silbermöwe, klingt dabei aber tiefer und teils schwächer und gutturaler. Der Hauptruf, ein waouw oder graou ist dem entsprechenden Ruf der Heringsmöwe ähnlich, wenn auch tiefer. Das Jauchzen ist schneller, tiefer und gutturaler, als bei der Silbermöwe und enthält mehr Einzelelemente. Es erinnert an einen entsprechenden Ruf der Mantelmöwe. Der „Katzenruf“ ist härter, der „Schnappruf“ tiefer und der „Staccato-Ruf“ schneller und weicher.

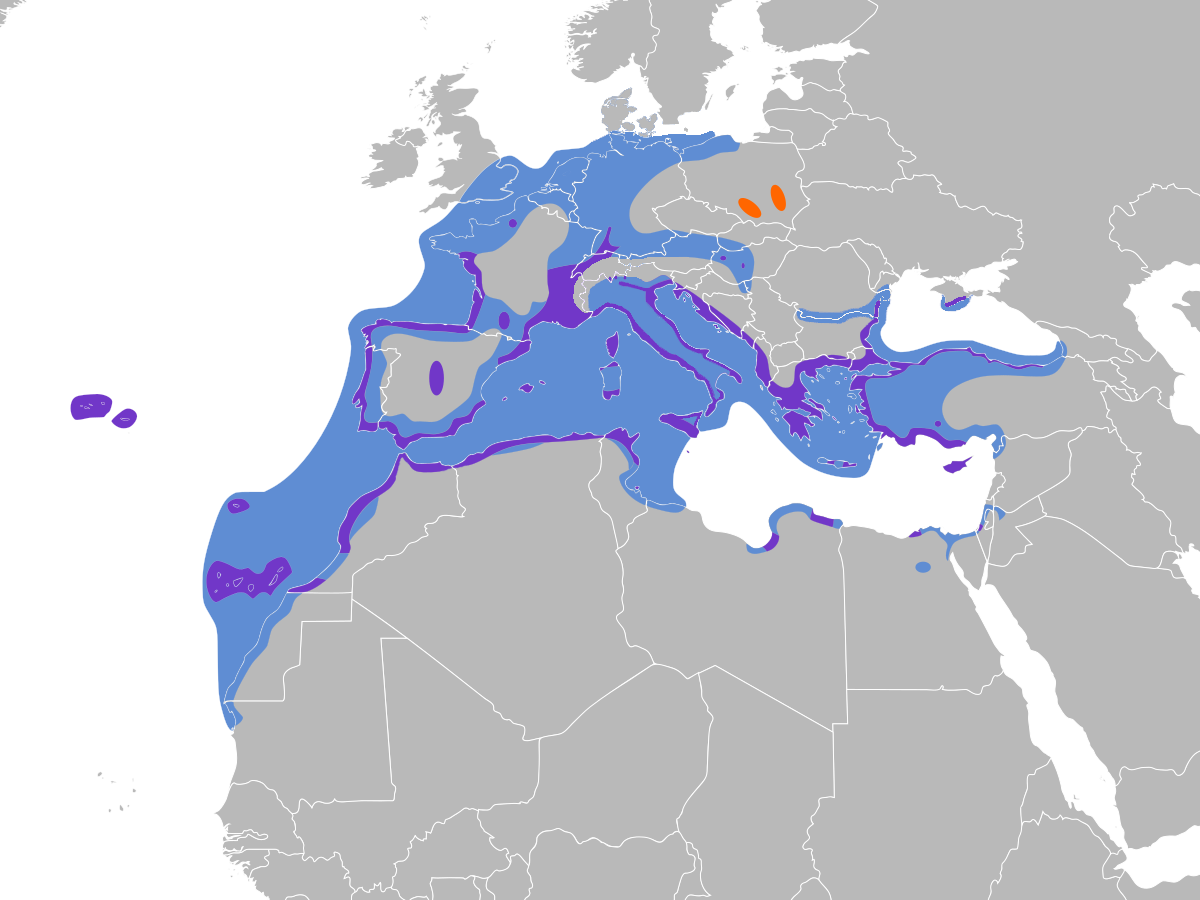
Verbreitung der Mittelmeermöwe

## Verbreitung
Die Brutverbreitung der Mittelmeermöwe reicht von Makaronesien, den Küsten der Iberischen Halbinsel und der Biskayaküste ostwärts. Sie umfasst große Teile der Mittelmeerküsten bis zur Adria und südwärts bis Tunesien, den Pelagischen Inseln und Malta, die Ägäis, Kreta und Zypern und erstreckt sich entlang der Dardanellen, dem Marmarameer und dem Bosporus bis ins Schwarze Meer, wo die Art im Westteil und dort die Donau hinauf sowie an der Südostküste vorkommt. Kleinere Brutvorkommen gibt es in Mauretanien, Libyen, Israel und Ägypten. Auch im nördlichen West- und Mitteleuropa gibt es zerstreute Kolonien oder Einzelbruten, so in der Schweiz, in Süddeutschland, in Österreich, Polen, der Slowakei, den Niederlanden und in Großbritannien.

## Wanderungen
Die Mittelmeermöwe ist ein Stand- oder Strichvogel, der außerhalb der Brutzeit in großen Teilen Europas zu finden ist. Umherstreifende Vögel versuchen dann vermutlich günstige Nahrungsplätze zu finden und zugleich der Konkurrenz zu anderen Großmöwenarten aus dem Wege zu gehen. Nach Untersuchungen nordwestspanischer Populationen streift ein Fünftel der Jungvögel weit umher, die übrigen verbleiben in der Nähe der Brutorte oder ziehen ins Binnenland. Altvögel suchen nach der Brutsaison günstige Mauserplätze wie beispielsweise das Ebrodelta auf und überwintern später in der Nähe der Brutorte.

## Bestand
Die Populationen der Nominatform und Nordwestiberiens werden auf 150.000–200.000 Brutpaare geschätzt, auf den Inseln des Ostatlantiks kommen vermutlich mehr als 8000 weitere Brutpaare vor. Die Art wird von der IUCN als nicht gefährdet (“least concern”) angesehen. In Deutschland wird der Bestand (Stand: 2016) auf 220–280 Brutpaare geschätzt und als ungefährdet eingestuft.

## Geografische Variation
Es werden zwischen zwei und drei Unterarten anerkannt. Die Nominatform variiert allmählich (klinal) von Osten nach Westen hin zu größeren und oberseits dunkleren Vögeln. Die kleinere Unterart Makaronesiens L. m. atlantis zeigt vor allem auf den Azoren eine sehr dunkle Oberseite, die an die Heringsmöwe erinnert. Vögel von Madeira oder den Kanaren ähneln teils eher der Nominatform. Im Winterkleid ist der Kopf adulter Vögel ausgedehnt braun gestrichelt. Zwischen Nominatform und atlantis vermittelt die umstrittene Unterart L. m. lusitanius der nordwestlichen Iberischen Halbinsel sowohl im Hinblick auf Gefiederfärbung, Größe und DNA-Befunde.
- L. m. atlantis – Dwight, 1922  – Azoren, möglicherweise Madeira, Kanarische Inseln, Atlantikküste zwischen Nordspanien und Marokko

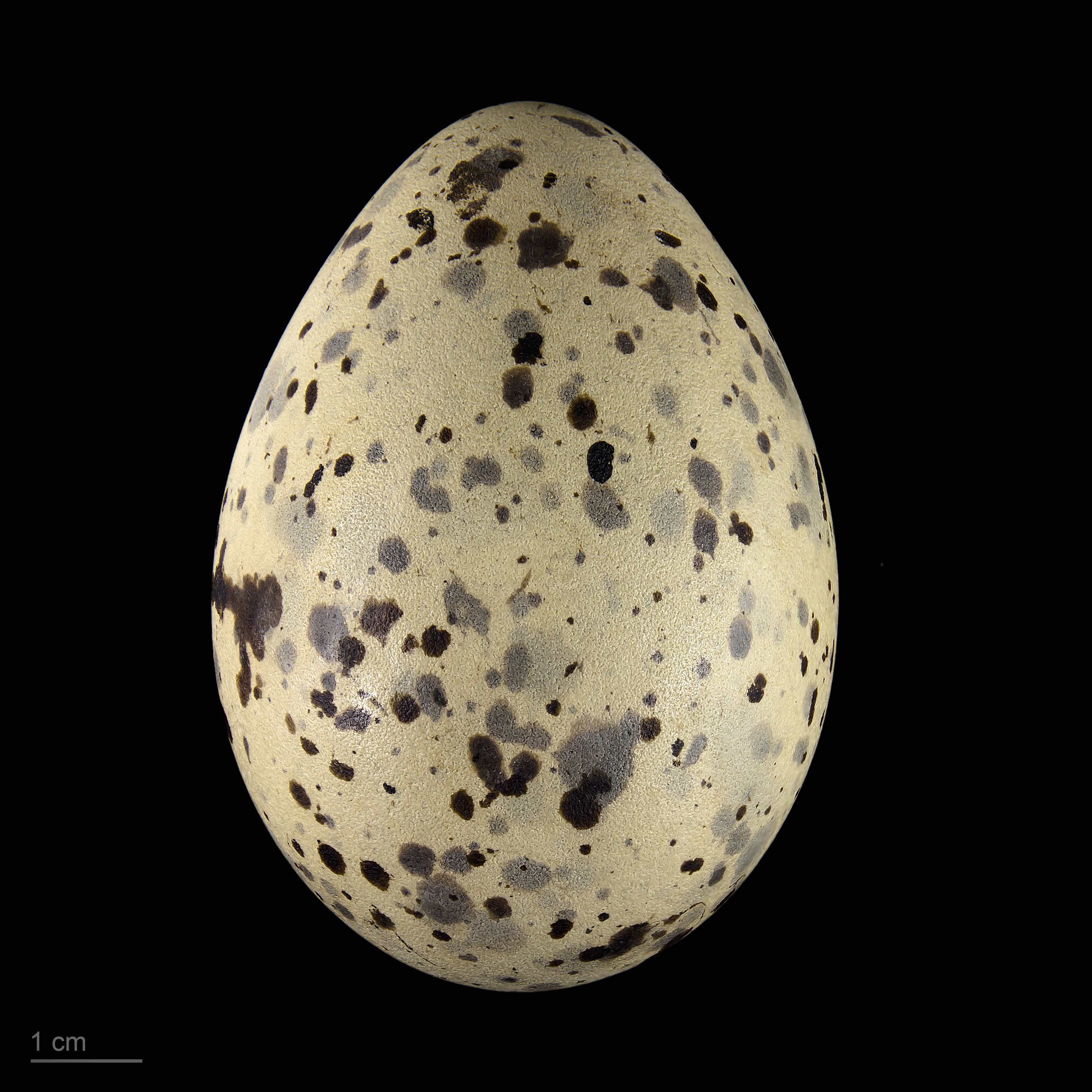
Ei der Unterart Larus michahellis atlantis

- L. m. lusitanius (Joiris, 1978)[6] – nordwestliche iberische Halbinsel zwischen den Berlengas und dem Baskenland (Erstbeschreibung umstritten, eventuell ist cantabricans das gültige Unterartepitheton)[7]
- L. m. michahellis Naumann, 1840 – Iberische Halbinsel von Gibraltar und Cádiz ostwärts bis in den Schwarzmeerraum in Westanatolien

## Lebensraum
Die Mittelmeermöwe brütet vorwiegend an felsigen Küsten oder auf der Küste vorgelagerten Fels- und Sandinseln, aber auch Schlickinseln oder hoher Bewuchs von Lagunen, Salinen und Ästuaren oder Dünen werden angenommen. Regional brütet die Art auf Dächern innerhalb von Küstendörfern, Städten und Hafengebieten, so in Istanbul und Bulgarien. Im Inland werden zumeist Kiesbänke von Binnengewässern besiedelt.
Außerhalb der Brutzeit ist die Mittelmeermöwe hauptsächlich in Küstengebieten zu finden, wo sie auf dem offenen Meer oder in Fischereihäfen oder an Stränden nach Nahrung sucht. Weiter im Binnenland, das die Art vornehmlich entlang der Flüsse durchstreift, ist sie auch auf landwirtschaftlichen Nutzflächen, an Gewässern und in anderen Landschaftsformen zu finden. Von besonderer Bedeutung sind Mülldeponien.

## Nahrung
Das Nahrungsspektrum ist etwa so vielfältig wie bei der Silbermöwe. Da im Verbreitungsgebiet der Mittelmeermöwe jedoch bei Ebbe trocken fallende Schlick- und Uferflächen eher selten sind, treten Muscheln und Krebstiere als Nahrungsbestandteil zurück, Fische und Tintenfische nehmen dafür einen größeren Anteil ein. Zudem sind Landtiere von Schnecken bis hin zu Kleinsäugern oder angebaute Früchte wie Getreide, Oliven, Feigen oder ähnliches von größerer Bedeutung.

## Belege

### Einzelbelege
1. ↑  Lars Svensson (Text, Karten), Killian Mullarney, Dan Zetterström (Illustrationen und Bildlegenden): Der Kosmos Vogelführer: alle Arten Europas, Nordafrikas und Vorderasiens. 2. Auflage. Kosmos, Stuttgart 2011, ISBN 978-3-440-12384-3, S. 186 f. (schwedisch: Fågelguiden. Übersetzt von Peter H. Barthel).
2. ↑  Hauptruf: Hörbeispiel
3. ↑  Glutz v. Blotzheim, S. 601, s. Literatur
4. ↑  K. M. Olsen / H. Larsson, S. 287f, s. Literatur
5. ↑  Torsten Ryslavy, Hans-Günther Bauer, Bettina Gerlach, Ommo Hüppop, Jasmina Stahmer, Peter Südbeck & Christoph Sudfeldt: Rote Liste der Brutvögel Deutschlands, 6 Fassung. In: Deutscher Rat für Vogelschutz (Hrsg.): Berichte zum Vogelschutz. Band 57, 30. September 2020.
6. ↑  A. Galarza, J. Hidalgo, G. Ocio, P. Rodríguez: Sexual size dimorphism and determination of sex in Atlantic Yellow-Legged Gulls Larus michahellis lusitanius from Northern Spain, Ardeola 55 (1), 2008, S. 41–47
7. ↑  Pierre Yésou: Les goélands du complexe Larus argentatus-cachinnans-fuscus: ou en est la systématique?, Ornithos 10, 2003, S. 144–181
8. ↑  K. M. Olsen / H. Larsson, S. 287, s. Literatur